# Afidàvit
Un afidàvit és un escrit mitjançant el qual hom declara solemnement (o jura, o promet) davant una persona autoritzada per la llei, com ara un notari, que els fets que anuncia són veritat.
El terme afidàvit ve del llatí «ell ha declarat sota jurament» i és emprat principalment al dret anglo-saxó.